# 渡来敏之
渡来 敏之（わたらい としゆき、1978年6月22日 - ）は、日本の俳優、脚本家。
神奈川県横浜市出身。原田オフィスを経て、2006年5月よりオフィス松田に所属。身長181cm。血液型O型。芸名の由来は森田芳光が「渡来」と命名。

## 来歴
- 俳優養成所を卒業し、劇団ひまわり映画放送部を経て、1999年、笹岡兄と演劇ユニットアニーズを結成。
- 最近では金子修介監督作品への出演が多い。
- 2004年にテレビ東京で放映された『ホーリーランド』で、ヤンキーの八木役を演じ、原作とはキャラが異なるも、支持を得ている。
- 2006年の映画『デスノート』『デスノート the Last name』では、死神リュークのモーションキャプチャを担当した。
- フジテレビが主催するヤングシナリオ大賞に本名で応募し、最終選考まで残った経歴がある。
- 『インディアンサマー』の佐藤太監督ともブログを見る限り交流があるようだ。

## 出演

### テレビドラマ
- ホーリーランド（2005年4月 - 6月、テレビ東京） - 八木 役
- ウルトラマンマックス 第36話（2006年3月4日、TBS） - 四谷博士/幻影宇宙人シャマー星人 役（ゲスト主役）
- ULTRASEVEN X 第2話（2007年10月12日、TBS） - アール 役（ゲスト主役）
- 結婚詐欺師（2007年11月18日、WOWOW） - 泉川刑事 役
- 魔王（2008年、TBS） - チンピラ 役
- ヒットメーカー 阿久悠物語（2008年8月1日、日本テレビ） - 阿久に出世を抜かされるディレクター 役
- サラリーマン金太郎（2008年、テレビ朝日） - サブ 役
- これでいいのだ!!赤塚不二夫伝説（2008年11月、フジテレビ） - フジテレビ アシスタント 役
- BOSS（2009年4月、フジテレビ） - 爆弾処理班 役
- 傍聴マニア09〜裁判長!ここは懲役4年でどうすか〜（2009年10月、読売テレビ） - 沼津 役

### 映画
- リモコンデート
- 僕と彼女の×××
- 模倣犯
- TAKESHIS'
- デスノート（前後編） - 日々沢有介 役、リュークのモーションキャプチャ
- 神の左手悪魔の右手（2006年）-　警備員　役
- ラブレター 蒼恋歌（2006年） - 主人公のバイトの先輩 役
- L change the WorLd（2008年） - リュークのモーションキャプチャ
- 誘拐ラプソディー（2010年） - タカ 役
- アウトレイジ（2010年） - 大友組組員 役
- 宿命のジオード（2010年） - 古代哲夫 役

### 舞台
- 表白のとき（2001年、日本青年館大ホール）
- グラデュエーション クルーズ（2003年、銀座みゆき館劇場） - 座長公演
- BE HERE NOW（2003年、萬スタジオ） - 座長公演
- ばるぼら（2003年、青年座劇場） - 劇団青年座公演
- 偽伝　樋口一葉（2006年12月6日 - 10日、アロッタファジャイナ）
- 命を弄ぶ男ふたり（2009年、ギャラリールデコ） - 本人プロデュース公演

### 脚本作品
- 映画「トマトのしずく」（主演：小西真奈美）

### 監督作品
- 真桜PV「時計の針が」（2012年）